# Cédric Bonga
Cedric Bonga, né le 9 avril 1985 dans la ville de Monthey dans le canton du Valais, est un joueur de basketball international congolais évoluant au poste de Meneur et Arrière au BC Boncourt en LNA.

## Carrière

### En club

#### Parcours junior
Il débute en école de Basket au sein du club de Chênes Basket à Genève jusqu'à l'âge de 14 ans. Il sera par la suite formé au sein de Meyrin Basket toujours à Genève.

#### Parcours professionnel
Il signe son premier contrat professionnel dans le club de Meyrin Grand-Saconnex en 2008 et y jouera pendant deux ans en SBL.
Après une pause qui l'éloignera des parquets pendant quelques années, il retournera au Meyrin Basket cette fois-ci en NLB.
Au cours de la saison 2015-16, Meyrin réalisera un incroyable parcours jusqu'en finale de ligue nationale emmené par un Cedric Bonga, capitaine, qui terminera MVP de la saison.[style à revoir]
En juin 2017, il signe un contrat d'une saison avec l'équipe phare de Vevey : les Riviera Lakers qui évoluent en SBL.
En janvier 2018, il s'engage avec le BC Boncourt jusqu'à la fin de saison 2018-2019.

### Équipe nationale
Il connaît sa première sélection avec l'équipe nationale de la République Démoncratique du Congo en juin 2018.

## Divers
Fan de sneakers, il a organisé différentes conventions pour les fans à Genève notamment les deux éditions du Sneaker Lounge. 

## Palmares

### En club
- Champion national suisse des clubs catégories U13.
- Champion national suisse des sélections catégories U13 et U15.
- Champion national suisse des clubs catégories U20.
- Vice Champions Suisse 2016 NLB Men Meyrin Basket.

### Titre individuel
- MVP saison 2015-2016 NLB Men